# يوهان هوزر
يوهان هوزر (بالألمانية: Johann Hauser)‏ هو رسام نمساوي، ولد في 30 نوفمبر 1926 في براتيسلافا في سلوفاكيا، وتوفي في 7 يناير 1996 في Maria Gugging ‏ في النمسا.